# Delphinium hirticaule
Delphinium hirticaule är en ranunkelväxtart som beskrevs av Adrien René Franchet. Delphinium hirticaule ingår i släktet storriddarsporrar, och familjen ranunkelväxter. Utöver nominatformen finns också underarten D. h. mollipes.